# Голеньов
Голеньов или Голѐнюв (на полски: Goleniów; на немски: Gollnow; на кашубски: Gòlnowò) е град в Северозападна Полша, Западнопоморско войводство. Административен център е на Голеньовски окръг и Голеньовска община. Заема площ от 11,78 км2. Част е от Шчечинската агломерация.

## География
Градът се намира в историческия регион Померания. Разположен е край река Ина, на 40 километра североизточно от Шчечин.

## История
Селището получава градски права през 1268 г. от княз Барним I. Присъединява се към Ханзата през 1368 г. В периода 1975 – 1998 г. е част от Шчечинското войводство.

## Население
Населението на града възлиза на 22 553 души (2017 г.). Гъстотата е 1915 души/км2.
Демографско развитие

## Транспорт
Североизточно от града, между селата Глевице, Жолвя Блоч и Маршево се намира международното летище Шчечин-Голеньов.

## Градове партньори
- Берген ауф Рюген, Германия
- Грайфсвалд, Германия
- Гуревск, Русия
- Opmeer, Нидерландия
- Пижице, Полша
- Сведала, Швеция

## Фотогалерия
- Волинската порта
- Кметството
- Дом на културата в Голеньов
- Пощата
- Стара житница
- Сградата на градския съвет
- „Първа гимназия“ в Голеньов
- Железопътната гара
- Баща „Прохова“ (Барутната кула)
- Река Ина